# Eremophila ovata
Eremophila ovata är en flenörtsväxtart som beskrevs av R.J. Chinnock. Eremophila ovata ingår i släktet Eremophila och familjen flenörtsväxter. Inga underarter finns listade i Catalogue of Life.